# Saint-Côme-et-Maruéjols
Saint-Côme-et-Maruéjols è un comune francese di 796 abitanti situato nel dipartimento del Gard, nella regione dell'Occitania.

## Società

### Evoluzione demografica
Abitanti censiti